# Bertone Filo
La Bertone Filo è una concept car realizzata nel 2001 dalla casa automobilistica italiana Bertone.

## Caratteristiche
Realizzata a partire dal pianale di una Zafira A (anche se con passo allungato da 2.7 a 2.8 metri), e pertanto recante il logo della Opel sulla calandra, la Bertone Filo è una concept nata per mostrare le potenzialità del cosiddetto "drive-by-wire", ossia della guida non più affidata ad organi meccanici, bensì via cavo.
Caratterizzata da una carrozzeria di tipo monovolume assai spigolosa con portiere apribili ad armadio (e quindi senza montante centrale), è stata realizzata in collaborazione con aziende assai note nel settore della tecnologia dei cablaggi, ossia la Nokia (nota per i suoi telefoni cellulari) e la Bose (famosa per i suoi componenti Hi-Fi). Oltre a comandi come l'acceleratore e gli alzacristalli, ormai pilotati via cavo anche nella produzione di serie (specialmente gli alzacristalli: nel 2001 l'acceleratore via cavo era ancora piuttosto audace), anche la sterzatura e la frenatura avvenivano tramite cablaggi. Del tutto particolare, per esempio, era proprio lo sterzo: il volante era una sorta di manubrio d'ispirazione aeronautica, ma con due maniglie alle estremità. Esso inviava impulsi elettrici ad un servomotore che permetteva il movimento rotatorio delle due ruote anteriori. L'impianto frenante era anch'esso ad azionamento elettrico ed ha richiesto delle pinze specifiche realizzate congiuntamente dalle aziende Brembo e SKF.
Oltre a ciò è stato installato anche un complesso sistema multimediale integrante oltre all'impianto hi-fi e al sistema audiovisivo, anche un sistema di telefonia con unità centrale fissata sul volante. In totale sono stati impiegati diversi chilometri di cavo e per far fronte all'elevato fabbisogno elettrico della vettura, sono state inserite anche delle batterie supplementari nella parte posteriore della vettura.
L'eliminazione di componenti meccaniche come il piantone dello sterzo, permetteva tra l'altro un abitacolo molto più spazioso, ma non solo, poiché facilitava enormemente anche il passaggio dalla guida a sinistra alla guida a destra, dimostrando così come la tecnologia via cavo possa essere una validissima soluzione per i molti modelli in produzione, destinati a mercati con sensi di marcia diversi.
Meno avveniristico era invece il propulsore utilizzato, sempre di produzione Opel: si trattava infatti di un 1.8 16v da 125 CV normalmente utilizzato sulle Opel di fascia media di quel periodo. Il cambio era di tipo robotizzato.